# Max Fechner
Max Fechner (Neukölln, 1892. július 27. – Schöneiche bei Berlin, 1973. szeptember 13.) német politikus. 1949 és 1953 közt ő volt az NDK igazságügyi minisztere.

## Publikációk
- Offener Brief an Schumacher, Berlin 1946
- Wie konnte es geschehen? Auszüge aus den Tagebüchern und Bekenntnissen eines Kriegsverbrechers, Berlin 1946
- Jugend und Politik, Berlin 1946
- Die soziale Aufgabe der Volksrichter, Potsdam 1947
- Wesen und Aufgaben der neuen demokratischen Selbstverwaltung, Berlin 1948